# Яблуков, Георг
Георг Яблуков (Георгий, род. 22 марта 1972, Донецк, Украина) — немецкий хоккейный судья. В период с 2009 по 2014 гг был одним из трех судей-профессионалов высшей немецкой хоккейной лиги (DEL — Deutsche Eishockey Liga).

## Первые шаги в спорте
Георг Яблуков впервые встал на коньки в десятилетнем возрасте, в 1982 году, играл вратарем. До 1986 года играл за донецкий Буревестник в молодежном составе, затем поступил в спортивный интернат в городе Харькове, Украина, где играл за харьковское Динамо. До 18-ти лет в молодежном составе, с 18 до 20 лет — в профессиональном.

## Карьера судьи
В 1993 году Яблуков переезжает на постоянное место жительства в Германию, в город Берлин. Там он играет в хоккей как любитель, время от времени принимая приглашения судить матчи. Два года спустя, в 1995 году, он принимает приглашение от берлинской Федерации Хоккея обслуживать хоккейные матчи в роли судьи. С 1997 года начинает судить в немецкой федерации хоккея, а с 1999 года начал работу в высшей профессиональной лиге Германии как линейный судья (лайнсмен). В 2001 году Яблуков получает квалификацию «Судья на линии первой категории» и принимает участие в трех чемпионатах мира, наиболее известный из которых был проведен в 2006 году в Ванкувере.
Начиная с 2006 года, Яблуков выступает в роли главного судьи. С 2008 года является судьей в DEL — высшей лиге Германии. С 1 января 2009 года осуществлял судейскую деятельность как профессионал, стал одним из трех профессиональных судей в первой бундеслиге Германии. Принимал участие во многих международных турнирах и чемпионатах мира, а также обслуживал игры в топ-лигах европейских стран. В рамках эксчейндж программ обслуживал также игры КХЛ (Континентальной Хоккейной Лиги).
В 2014 году закончил профессиональную карьеру, не продлив контракт вследствие высокой рабочей нагрузки в своей адвокатской практике. В свободное время играет в хоккей.

## Примечательные вехи карьеры
Яблуков судил взрослый чемпионат в 2012 году в Хельсинки и Стокгольме, а также молодежные чемпионаты мира в Баффало и Уфе. В Баффало судил полуфинал и матч за третье место.
Принимал участие в пяти кубках Германии (Deutschland Cup), участвовал в Spendler Cup (известный клубный турнир в Швейцарии), в котором судил финал. Судил также на молодежной Олимпиаде в Jaca в 2006 году.
В Champions Hockey League судил полуфинал в 2010 году.
Судил финал Continental Сup во Франции, Гринобль.
6 мая 2014 года в Нюрнберге, в присутствии 6300 зрителей Яблуков был арбитром товарищеской игры сборных Германии и США, которая и завершила его карьеру.
В общей сложности судил матчи в 16 странах, более чем 1300 матчей.

## Личная жизнь
Георг Яблуков держит частную адвокатскую практику в Берлине. Основные специализации: недвижимость, корпоративное право, а также иммиграционное и спортивное право.
Женат с 1993 года, двое детей. Старший сын в 2018 году получит степень бакалавра по менеджменту спортивных организаций.